# 赵完璧 (清朝)
赵完璧（？—？），浙江山阴人，是一名清朝政治人物。
赵完璧曾于康熙四十四年（1705年）接替刘芳任漳州府知府一职，康熙四十九年(1710年)由魏荔彤接任。